# Veronika Voss vágyakozása
A Veronika Voss vágyakozása (eredeti cím: Die Sehnsucht der Veronika Voss) Rainer Werner Fassbinder német rendező 1982-es fekete-fehér filmje. A filmet Sybille Schmitz német filmsztár története ihlette.

## Cselekménye
Az 1955-ben, Münchenben játszódó film főszereplője, Veronika Voss egykor ünnepelt színésznő, aki már nem kap szerepeket. Az egzaltált színésznő egy este megismerkedik Robert Krohn újságíróval, aki a szakadó esőben felajánlja neki esernyőjét, majd kabátját. A színésznőnek megtetszik az újságíró, mivel az anélkül kedves vele, hogy felismerné. A férfi és Voss között viszony alakul ki, annak ellenére, hogy az újságírónak van barátnője. Krohn rájön, hogy a színésznő szinte fogolyként lakik Dr. Katznál, egy pszichiáternél. Az orvos morfiummal kezeli a drogfüggővé tett színésznőt, hogy halála után megszerezze vagyonát. Krohn elküldi a doktornőhöz barátnőjét, aki depressziós gazdag nőnek adja ki magát, és Katz ad is neki egy morfiumra szóló receptet. Mivel az orvos segítője felismeri az újságíró barátnőjét, távozása után az utcán megölik, hogy a recepttel ne mehessen a rendőrségre. Krohn hiába hívja a rendőröket a doktornőhöz, Veronika Voss nem erősíti meg az általa elmondottakat. A doktornő és a morfium németországi használatáért felelős főhivatalnok elhatározza, hogy megszabadul a színésznőtől. Bezárják a szobájába, ahol Veronika Voss gyógyszerrel öngyilkos lesz. Az utolsó képsorokon látható, ahogy a színésznő kihasználói Voss egykori villájában ünnepelnek.

## A film az életműben
A Veronika Voss Fassbinder utolsó előtti filmje. A rendező Német Szövetségi Köztársaság-trilógiájának egyik műve, mellyel a modern Németországot mutatja be egy különleges nő sorsán át. Ide tartozik még a Maria Braun házassága (1978), amely 1954-ben fejeződik be, valamint az 1957-1958-ban játszódó Lola (1981).

## Filmes utalás
Veronika Voss és Robert Krohn megismerkedése az esőben utalás a némafilm híres német rendezője, Friedrich Wilhelm Murnau Virradat című filmjének egyik jelenetére. Fassbinder ezzel nemcsak a nagy német rendezőt, de az amerikai mozit is megidézi.

## Szereposztás
| Karakter                      | Színész                  | Magyar hang (1. változat) | Magyar hang (2. változat) |
| ----------------------------- | ------------------------ | ------------------------- | ------------------------- |
| Veronika Voss                 | Rosel Zech               | Almási Éva                | Bánsági Ildikó            |
| Robert Krohn                  | Hilmar Thate             | Dózsa László              | Varga Zoltán              |
| Henriette                     | Cornelia Froboess        | Dallos Szilvia            | Nyakó Júlia               |
| Dr. Marianne Katz             | Annemarie Düringer       | Földessy Margit           | Igó Éva                   |
| Josefa                        | Doris Schade             |                           | Kiss Mari                 |
| Dr. Edel                      | Erik Schumann            |                           | Szersén Gyula             |
| Filmproducer / Kövér férfi    | Peter Berling            |                           | Ujlaki Dénes              |
| Amerikai katona / Dealer      | Günther Kaufmann         |                           |                           |
| Eladónő                       | Sonja Neudorfer          |                           |                           |
| Chehm                         | Lilo Pempeit             |                           |                           |
| Rendező                       | Volker Spengler          |                           | Győry Emil                |
| Kertész                       | Herbert Steinmetz        |                           |                           |
| Grete                         | Elisabeth Volkmann       |                           | Nagy Anna                 |
| Főszerkesztő                  | Hans Wyprächtiger        |                           | Tolnai Miklós             |
| Rendező                       | Peter Zadek              |                           |                           |
| Idős hölgy                    | Johanna Hofer            |                           | Koós Olga                 |
| Idős úr                       | Rudolf Platte            |                           | Kenderesi Tibor           |
| Max Rehbein                   | Armin Müller-Stahl       |                           | Rajhona Ádám              |
| Főpincér                      | Harry Baer               |                           | Rosta Sándor              |
| Néző a moziban                | Rainer Werner Fassbinder |                           |                           |
| Titkárnő                      | Juliane Lorenz           |                           | Györgyi Anna              |
| A Bűnügyi Rendőrség nyomozója | Dieter Schidor           |                           | Hirtling István           |

## Díjak, jelölések
- Berlini Nemzetközi Filmfesztivál (1982)
  - díj: Arany Medve